# Понедельник

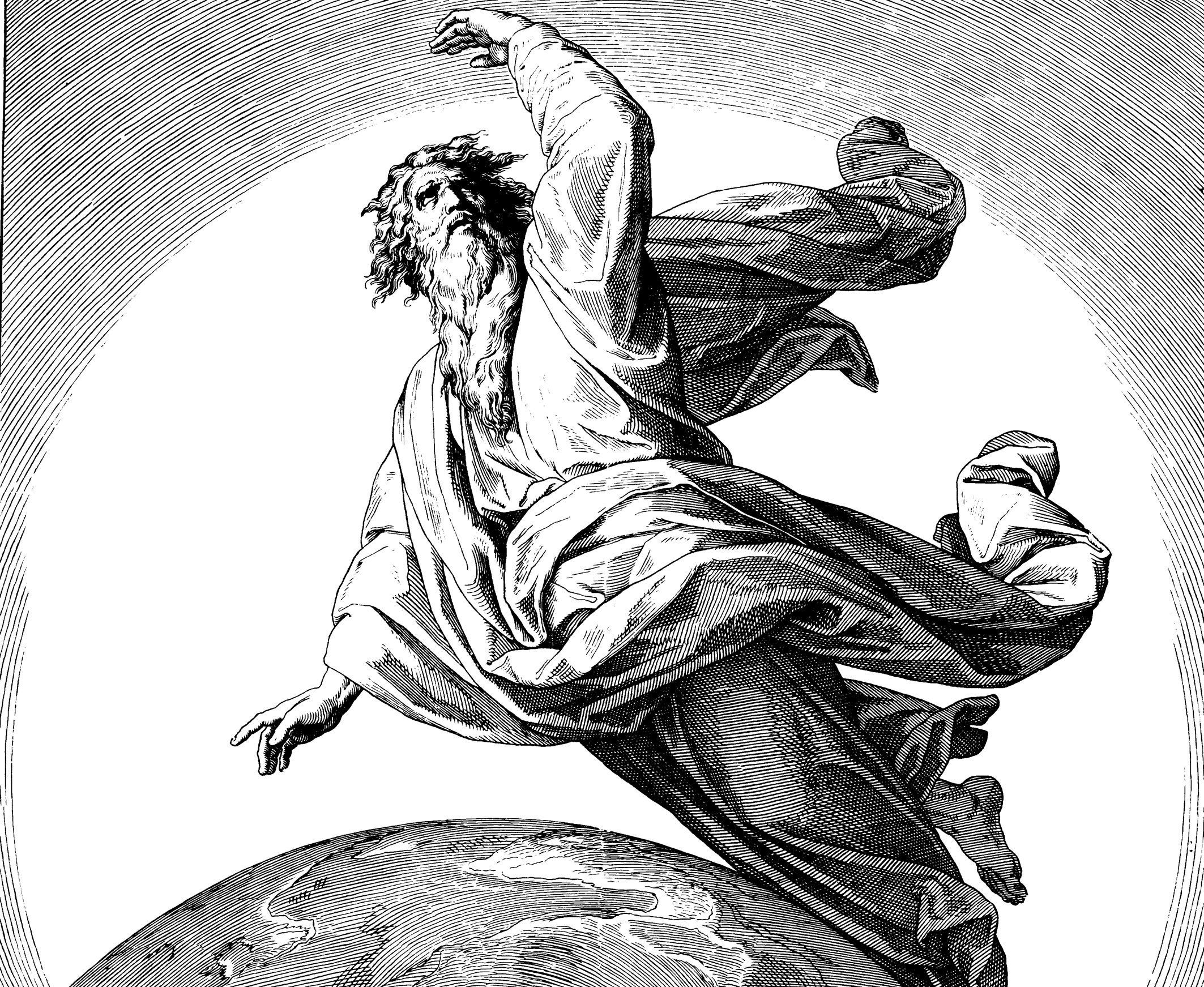
Второй день («понедельник») Божьего сотворения мира, разделение земных и небесных вод. Гравюра Юлиуса Шнорра

Понеде́льник — день недели между воскресеньем и вторником. Первый рабочий день недели по действующему международному стандарту ISO 8601.

## Этимология и именование в разных традициях

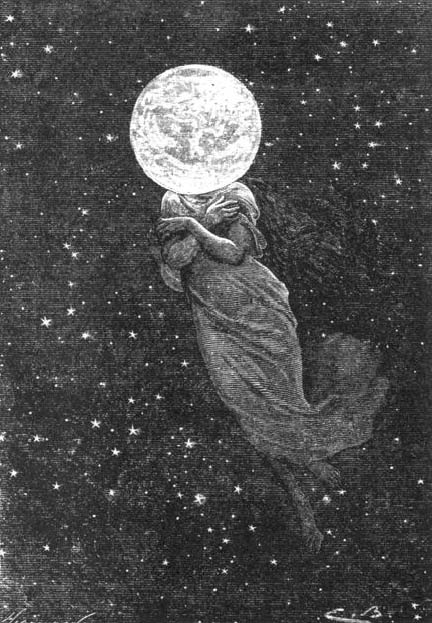
От Луны (небесного тела и божества) происходит название понедельника во многих языках

Слово «понедельник» и его аналоги в других славянских языках (укр. понеділок, белорус. панядзелак, сербохорв. понѐд(j)ељак, болг. понеделник, польск. poniedziałek, чешск. pondělí, др.-русск. и ст.-слав. понєдѣльникъ, в.-луж. póndźela, н.-луж. pónźele , полаб. рüned᾽ėӀа) восходит к праславянскому *ponedělj-, образованному в свою очередь от *nedělja «воскресение (досл. „день неделания, отдыха“)». Этимологическое значение «понедельника» — «(день) после недели [воскресения]».
Турецкое название pazartesi также означает «день после воскресенья».
Существуют и иные традиции наименования. Так древняя иудейско-христианская традиция считает дни от субботы, следствием из чего являются: греч. Δευτέρα («второй день (от субботы)»), лат. feria secunda (ср. совр.португ.segunda-feira), грузинск. ორშაბათი (оршабати), таджик. душанбе, башкир. и татар. дүшәмбе, казах. дүйсенбі, армян. Երկուշաբթի (йеркушабти́). Соответственно, на иврите название понедельника — «Йом бет».
Его имя на сирийском языке означает «первый день».
Другая традиция — астрономическо-астрологическая. В ней понедельник считается днём луны. Среди прочих к ним относятся:
- классическое лат. dies Lunae (ср. современное фр. lundi);
- германское *mandagaz, от которого происходят англ. Monday, древнефризское mōnadeig, средненижненемецкое и среднеголландское mānendach (современный голландский Maandag), древневерхненемецкое mānetag (современный нем. Mon(d)tag), древнеисландское mánadagr (шведский и нюнорск: måndag, исландский: mánudagur, датский и букмол: mandag)[1];
- санскрит. Sōmavāra, Сома — имя Лунного бога в индуизме, откуда заимствовано в прочие традиционные языки Индии, но также параллельно существует название Chandravāra (от вед. Chandra «Луна»); в языках Юго-Восточной Азии, например тайское «Ван Джан»(«день лунного бога Чандры») заимствовано из пали;
- китайское '月曜日', «день луны», откуда заимствованы японское げつようび (getsuyobi) и корейское 월요일.

## Место понедельника в календаре
Согласно ISO 8601 считается первым рабочим днём недели.
Современная западная культура рассматривает понедельник как начало рабочей недели, поскольку, как правило, в этот день взрослые возвращаются к работе, а дети — в школу после выходных.
В религиозной христианской и иудейской традиции, согласно библейскому календарю, понедельник считается вторым днём недели. Как повсеместный этот взгляд на понедельник существует в США, Канаде и Японии. По тем же причинам официальный литургический календарь Римско-католической церкви именует понедельник как второй день — «Ферия II».

## Религиозное соблюдение
В иудаизме и исламе понедельник считается благоприятным временем для поста и молитвы. В иудейской традиции Тора публично читается утром по понедельникам, в один из трёх определённых для этого дней (другие два — четверг и суббота). Также произносятся специальные искупительные молитвы, если нет особо радостного события, ради которого их можно отменить. В Дидахе первым христианам рекомендовалось избегать постов по понедельникам, чтобы не следовать иудейским обычаям. Вместо понедельника предлагалась среда.
В православной церкви по понедельникам прославляются первые творения Божии — Ангелы, которым в Октоихе посвящены гимны, поемые в понедельники в течение всего года на вседневных службах. Во многих монастырях понедельники являются постными днями: так как понедельники посвящены Ангелам, оттого и монахи стремятся жить ангельской жизнью, воздерживаясь в эти дни не только от мяса и птицы, но и от молочных продуктов, рыбы, вина и масла (если праздник приходится на понедельник, то рыба, вино и масло могут быть разрешены).
На вечерне накануне понедельника в период Великого поста, перед совершением Чина прощения, или неуставного Чина Пассии, возглашается не рядовой (дневной или седмичный) прокимен, а один из двух великих прокименов:
Не отврати́ лица́ Твоего́ от о́трока Твоего́, я́ко скорблю́, ско́ро услы́ши мя: вонми́ души́ мое́й и изба́ви ю. (Пс. 68).
Дал еси достоя́ние боя́щимся Тебе́, Го́споди. (Пс. 60).

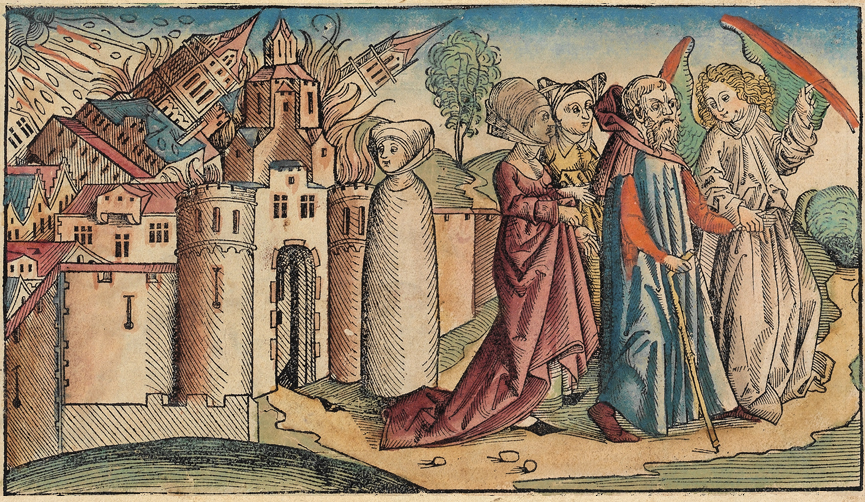
Содом по западному преданию был разрушен в понедельник, Ангелы тогда же вывели семью Лота из города (Нюрнбергская хроника, 1493 г.)

- Первый день Великого поста в русском православии именуется «Чистым понедельником», день строгого поста для всех верующих;
- В Великий понедельник воспоминается ветхозаветный патриарх Иосиф, проданный братьями в Египет, как прообраз страдающего Иисуса Христа, а также евангельское повествование о проклятии Иисусом бесплодной смоковницы, символизирующей душу, не приносящую духовных плодов — истинного покаяния, веры, молитвы и добрых дел;
- На вечерне светлого понедельника единственный раз в году читается Евангелие в царских вратах лицом к народу;
- Понедельник Антипасхи — первый день, когда разрешается церковное венчание после продолжительного запрета на период Великого поста и Светлой седмицы. На Руси этот понедельник называется «Красной горкой», когда с высокой церковной паперти по всей округе объявляли о свадьбе молодожёнов;
- В понедельник, после Дня Святой Троицы празднуется День Святого Духа. В этот же понедельник совершается переходящее празднование Тупичевской и Кипрской икон Божией Матери;
- Петров пост начинается в понедельник 2-й седмицы по Пятидесятнице. На вечерне Аллилуйных служб Петрова, Успенского и Рождественского постов, по Уставу, только в понедельник возглашается прокимен, тогда как в остальные дни — «Аллилуиа» с двумя стихами.

Исходя из того, что понедельник всегда следует после воскресенья, то есть после бденного богослужения, на вечерне понедельника отсутствует кафизма. В понедельник, в среду, в пятницу и в воскресенье может совершаться православное венчание, если сразу после этих дней не следуют большие церковные праздники и посты.
Печальной славой в западно-христианской традиции отмечены три понедельника: первый понедельник апреля (в который Каин убил Авеля), второй понедельник августа (когда были разрушены Содом и Гоморра) и последний понедельник декабря (когда родился Иуда Искариот, предавший Иисуса Христа).
Квакеры традиционно именуют понедельник как «Второй День» и сторонятся языческого по происхождению английского названия.
В исламе понедельник был днём, в который Мухаммед имел привычку поститься, поскольку это был день его рождения.

## Культурные традиции понедельника

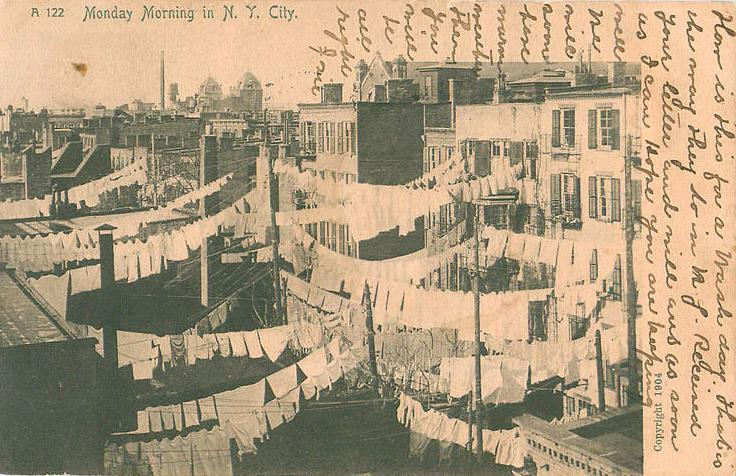
Эта открытка, посланная в 1907 году, называется «Утро понедельника в городе Нью-Йорке», и отражает традицию понедельника как дня для стирки одежды

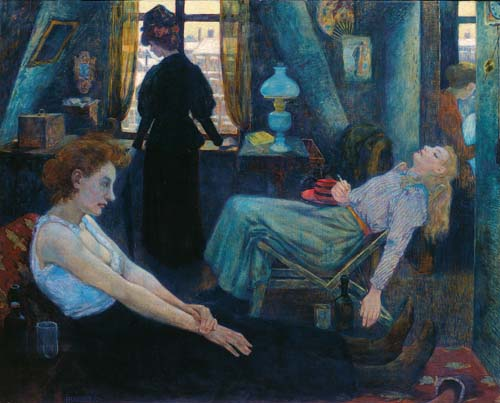
Утро понедельника (Ганс Балушек, 1898 г.)

С понедельником в некоторых странах и культурах связаны отдельные стереотипы. Например, у евреев понедельник не считается подходящим днём для свадьбы, поскольку Господь при сотворении мира ни разу в этот день не сказал «хорошо», как делал в остальные дни.
В Таиланде, жёлтый цвет традиционно связан с понедельником (см. тайский солнечный календарь).
Во многих песнях западных музыкантов понедельник выставляется как день депрессии, беспокойства или меланхолии. Например, «Monday, Monday» (В понедельник, в понедельник) (1966) группы Mamas & Papas, «Rainy Days and Mondays» (Дождливые дни и понедельники) (1971) группы Carpenters, «I Don’t Like Mondays» (Мне не нравятся понедельники) (1979) у Boomtown Rats, и «Manic Monday» (Безумный понедельник) (1986) у Bangles. В то же время известна британская группа Happy Mondays («Удачные понедельники») и американская панк-группа Hey Monday («Эй, понедельник»).
Подобная репутация понедельника обыгрывается в песне «Остров невезения» из фильма «Бриллиантовая рука» (1968 год). Автор текста — Л. П. Дербенёв, композитор — А. С. Зацепин.
По статистике в понедельник жители Нидерландов чаще совершают самоубийства, уходят на больничный или предаются интернет-сёрфингу.
В царской России у простонародья была распространена привычка понедельничать, то есть не работать в понедельник: «Понедельник-похмельник — поминки воскресенью», «Понедельник — бездельник». День считался несчастным, что, вероятно, является отголоском древнего обычая, в силу которого деревенский священник, при встрече не бывшего в воскресенье на литургии прихожанина, сажал его у церкви на цепь. Суеверные люди в понедельник не начинали новых дел, не выезжали в дорогу, не выдавали денег.
На Украине до начала XX века был распространён обычай под названием понедилкование, заключающийся в посте и воздержании от работ (особенно прядения) замужними женщинами. Местами этот обычай вносился как условие в брачный договор (например в Борисполе Переяславского уезда, Полтавской губернии). H. Чернышов объясняет обычай понедилкования, как остаток древней формы частичного заключения брака — «брака на три четверти», причём женщине предоставлялось право пользоваться в известные дни недели отдыхом и даже половой свободой.
Постановлением Народного комиссариата от 3 сентября 1919 года на понедельник был перенесён праздничный отдых для работников «зрелищных предприятий».
В советской космонавтике понедельник изначально считался рядовым рабочим днём, но, когда в период с 1960 по 1965 год 11 запусков в этот день закончилось авариями, этот день с 1965 года «по решению сверху» стал выходным для космонавтов.

## Понедельник как мифический персонаж

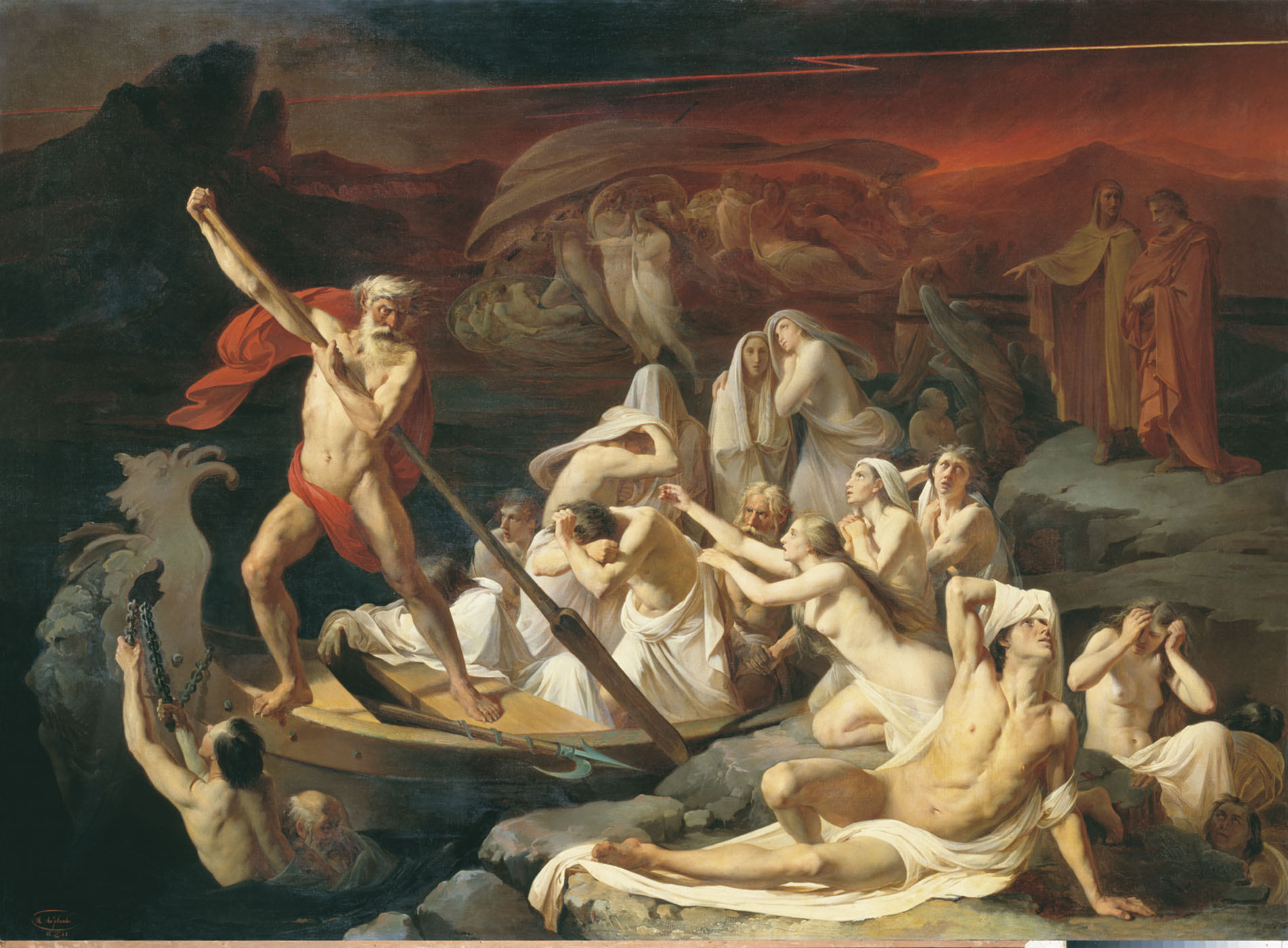
Харон, образ близкий славянскому «Понедельнику» (Литовченко А. Д., 1861)

По представлениям восточных славян Понедельник был вполне реальной личностью, седым стариком, встречающим души умерших у ворот рая и радушно принимающий тех, кто постился в его день, также Понедельник служил перевозчиком душ через огненную реку. По некоторым поверьям, в праздник Преображения (Яблочный Спас), когда в раю Сам Бог одаривает яблоками праведников, грешникам в аду яблоки раздаёт Понедельник. Также считалось, что по понедельникам «святой Понедельник» вместе с пророком Ильёй говеют в монастыре.

## Понедельник в именах и названиях
- Название столицы Таджикистана Душанбе в переводе с персидского означает «понедельник».
- Существует русская фамилия Понедельник.
- В 1894—1895 гг. в России два раза в неделю выходила газета «Понедельник» — иллюстрированное приложение к газете «Гражданин». Издателем был князь В. П. Мещерский, редактором сначала К. Ф. Филеппеус, а с № 4 за 1895 год сам издатель[12].
- «Понедельник — день тяжёлый», роман-фельетон А. Н. Васильева 1961 года. В 1963 году вышла советская одноимённая кинокомедия (режиссёр Иван Лукинский).
- В 1968 году на вышел советский фильм «Доживём до понедельника».
- «Понедельник начинается в субботу», юмористическая повесть братьев Стругацких 1965 года.
- Роман американского писателя Курта Воннегута, написанный в 1973 году, называется «Завтрак для чемпионов, или Прощай, чёрный понедельник».
- Гай Монтэг («Понедельник» по-немецки) — главный герой фантастического романа-антиутопии «451 градус по Фаренгейту» Рэя Брэдбери.